# براد سميث (لاعب كرة قدم)
براد سميث (بالإنجليزية: Brad Smith)‏ (و. 1983  م) هو لاعب كرة قدم أمريكية، من الولايات المتحدة، ولد في يونغزتاون، أوهايو، يلعب كمستقبل واسع ‏.

## التعليم
تعلم في Chaney High School ‏.